# S.A.S. Red Notice
S.A.S. Red Notice (Alternativtitel: SAS – Alarm im Eurotunnel) ist ein britischer Actionfilm aus dem Jahr 2021. Der Film ist eine Adaption des Romans Red Notice von Andy McNab. Unter der Regie von Magnus Martens sind u. a. Sam Heughan, Ruby Rose und Andy Serkis zu sehen.

## Handlung
Der US-amerikanische Unternehmer William Lewis leitet das private Militärunternehmen Black Swans zusammen mit seinen Kindern Grace und Oliver. Sie werden von SAS-Kommandant Clements für den britischen Ölkonzern Britgaz engagiert, um in Georgien ein Dorf zu räumen: Dort soll eine Gaspipeline gebaut werden. Dabei richten sie ein Massaker an, was mit einem Handy gefilmt wird. Aufgrund dieser Aufnahmen wird seitens Interpol eine „Red Notice“ ausgesprochen und sie sollen vor dem Internationalen Gerichtshof in Den Haag angeklagt werden.
Der SAS soll das Anwesen der Familie Lewis stürmen und diese verhaften. Der britische Premierminister Atwood befiehlt Kommandant Clements, William Lewis nicht zu verhaften, sondern diesen zu töten, um seine Beteiligung an dem Massaker zu vertuschen. Lewis befiehlt seinen Kindern in die USA zurückzukehren und bleibt selbst mit Einheiten seiner Militärfirma im Anwesen zurück, um das SAS aufzuhalten. Lewis wird von Kommander Clements hingerichtet.
Der am Einsatz beteiligte SAS-Soldat Tom Buckingham will seiner Freundin Sophie einen Heiratsantrag machen und bricht deshalb mit ihr mit dem Zug durch den Eurotunnel nach Paris auf. Der Zug wird jedoch von Grace und Oliver Lewis mit den restlichen Soldaten der Black Swans entführt und mitten im Tunnel gestoppt. Tom Buckingham kann sich verbergen und beginnt einen Kleinkrieg gegen die Entführer. Er informiert das SAS über die Entführung des Zuges, indem er Kontakt zu seinem Kollegen Declan Smith aufnimmt.
Die Black Swans verlangen 500 Millionen US-Dollar Lösegeld, sonst sprengen sie den Tunnel und eine dort verlaufende Gaspipeline der Britgaz. Kommandant Clements begibt sich zusammen mit Major Bisset als Unterhändler in den Zug. Bisset wird von Grace erschossen. Das Gespräch, in dem es auch um die Rolle von Clements und Britgaz beim Massaker in Georgien geht, wird von einem Mitglied der Black Swans heimlich gefilmt.
Währenddessen steigt der öffentliche Druck auf Premierminister Atwood und Britgaz, weshalb Britgaz das Lösegeld auch zahlt. Es stellt sich heraus, dass Declan Smith auch für die Black Swans arbeitet. Er verrät, dass sich Toms Freundin auch im Zug aufhält. Diese wird von den Swans daraufhin gefunden und festgesetzt.
Tom Buckingham kann Oliver Lewis töten, dessen Schwester Grace entkommt jedoch mit ihrer Geisel Sophie durch die Gasleitung. Die restlichen Black Swans versuchen zwischen den freigelassenen Geiseln zu entkommen, werden aber von Scharfschützen des SAS erkannt und getötet. Da sich Grace nicht darunter befindet, erkennt Clements, dass Declan Smith auch für die Gegenseite arbeitet. Tom verfolgt Grace und Sophie durch die Pipeline und kann nur knapp der Sprengung der Pipeline entgehen, die von Grace ausgelöst wird. Bevor die Black Swans ausgeschaltet wurden, haben sie das heimlich gefilmte Video ins Netz hochgeladen, welches daraufhin weltweit in der Presse veröffentlicht wird.
Grace sticht Sophie in den Oberschenkel und flieht zu Fuß. Tom kann sie einholen und es kommt zum Zweikampf zwischen den beiden. Er kann sie dabei schwer verletzen, worauf sie Tom die Führung der Black Swans anbietet, was er jedoch ablehnt und sie dann tötet.
Tom macht während der Reise seiner Sophie den Heiratsantrag. Nach anfänglichem Zögern akzeptiert Sophie den Antrag und die beiden heiraten in Spanien. Declan Smith ist mit dem Lösegeld entkommen, was öffentlich aber dementiert wird. Tom wird von Kommandant Clements, der die Explosion des Tunnels überlebt hat, beauftragt Declan Smith zu jagen und festzunehmen.

## Hintergrund
Der Film stellt eine Adaption des Romans Red Notice von Andy McNab aus dem Jahr 2012 dar. McNab war als Produzent am Film beteiligt. Die Dreharbeiten fanden vom 5. Oktober 2018 bis zum 15. Januar 2019 statt. Gedreht wurde in Budapest, Paris und London.
Der Film wurde am 12. März 2021 in mehreren Ländern veröffentlicht, in Deutschland am 30. April 2021.

## Synchronisation
Die deutschsprachige Synchronisation entstand bei der Splendid Synchron in Berlin nach einem Dialogbuch von Markus Jütte unter der Dialogregie von Cay-Michael Wolf.
| Darsteller/in     | Deutsche Synchronstimme | Rolle                  |
| ----------------- | ----------------------- | ---------------------- |
| Sam Heughan       | Johannes Raspe          | Tom Buckingham         |
| Ruby Rose         | Anja Stadlober          | Grace Lewis            |
| Andy Serkis       | Hanns-Jörg Krumpholz    | George Clements        |
| Hannah John-Kamen | Alice Bauer             | Dr. Sophie Hart        |
| Tom Hopper        | Nico Sablik             | Declan                 |
| Noel Clarke       | Florian Clyde           | Major Bisset           |
| Owain Yeoman      | Tobias Nath             | Oliver Lewis           |
| Jing Lusi         | Uschi Hugo              | Zada                   |
| Ray Panthaki      | Jaron Löwenberg         | Premierminister Atwood |
| Richard McCabe    | Hans Hohlbein           | Callum                 |
| Douglas Reith     | Hans Bayer              | Sir Charles Whiteside  |
| Anne Reid         | Isabella Grothe         | Charlotte              |
| Tom Wilkinson     | Lutz Riedel             | William Lewis          |
| Sarah Winter      | Katja Hiller            | Colleen                |

## Rezeption
Auszeichnungen
Filmkomponist Benji Merrison wurde 2021 mit dem Public Choice Award ausgezeichnet.
Kritiken
Rotten Tomatoes verzeichnete bei 21 ausgewerteten Kritiken eine Positivquote von 52 %.
Das Lexikon des internationalen Films urteilte, dass dies ein unorigineller Actionfilm mit halbwegs akzeptablen Standardsequenzen sei, der zudem noch lustlos bedient werde und durch die Etablierung eines gewissenlosen Protagonisten auch moralisch fragwürdig ist.